# Сихарулидзе, Васил
Васил (Давид) Сихарулидзе (груз. ვასილ სიხარულიძე); род. 30 мая 1968, Тбилиси, ГССР) — государственный, дипломатический и военный деятель республики Грузия, министр обороны Грузии (2008—2009).

## Биография
Выпускник Тбилисского государственного медицинского университета (1993). С 1993 по 1995 год работал врачом-психиатром в институте психиатрии в Тбилиси. Кроме грузинского, владеет английским, русским и французским языками. Женат, имеет две дочери.

## Карьера
В 1995—1996 годах — исполнительный директор Атлантического совета Грузии, евроинтеграционной организации, которая занимается «Политической дорожной картой евроатлантического будущего Грузии».
С 1996 по 2000 год работал в парламентской комиссии Грузии в качестве ведущего специалиста по вопросам обороны и безопасности.
С 2000 по 2002 год возглавлял департамент НАТО в Министерстве иностранных дел Грузии, с 2002 — заместителя главы грузинского представительства НАТО в Брюсселе. С марта до июля 2004 работал заместителем секретаря Совета национальной безопасности Грузии.
С июля 2004 находился на посту заместителя министра обороны, а с октября 2005 по 2006 год — первого заместителя министра обороны Грузии, ответственного за вопросы планирования, международных отношений и юридических дел.
В марте 2006 года Сихарулидзе был назначен Чрезвычайным и Полномочным Послом Грузии в США, Канаде и Мексике. Отозван в декабре 2008 года, чтобы сменить, на посту министра обороны Грузии Давида Кезерашвили, чьи действия в августе 2008 года во время войны в Грузии подверглись критике со стороны грузинской оппозиции.
В. Сихарулидзе занимал пост министра оборонного ведомства Грузии в течение восьми месяцев. 27 августа 2009 года он был снят с должности. На посту министра его сменил первый заместитель Бачана Ахалая, близкий соратник президента Михаила Саакашвили и влиятельного министра внутренних дел Вано Мерабишвили.
Сихарулидзе 27 августа 2009 года был переведён на должность внешнеполитического советника президента.